# Feliks Szczepański
Feliks Szczepański (ur. 25 października 1905 w Warszawie, zm. 16 stycznia 1978 w Milanówku) – polski aktor teatralny i filmowy, śpiewak (tenor).

## Życiorys

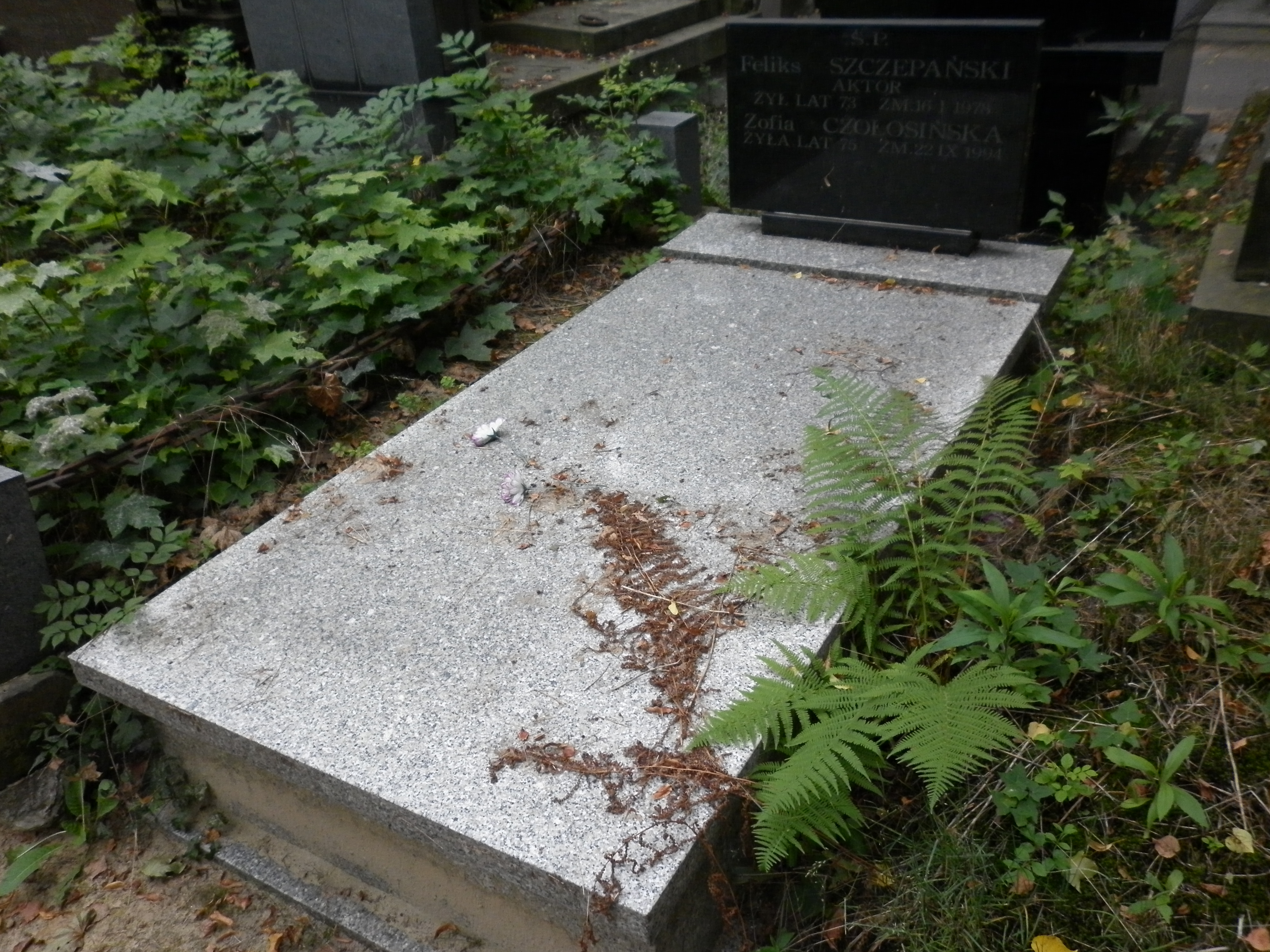
Grób Feliksa Szczepańskiego na Cmentarzu Powązkowskim w Warszawie

Kształcił się w Warszawie, gdzie ukończył szkołę średnią oraz konserwatorium, uczył się także śpiewu prywatnie. W 1920 roku jako ochotnik brał udział w wojnie polsko-bolszewickiej. W latach 1923–1936 był członkiem zespołu operowego Teatru Wielkiego w Warszawie, gdzie występował jako solista. Następnie występował w Wielkiej Operetce na Karowej (1936), Cyruliku Warszawskim (1937), Teatrze Wielkim w Poznaniu (1937–1938), ponownie w warszawskim Teatrze Wielkim (1938–1939) oraz w teatrze Wielka Rewia (1938).

W 1934 roku poślubił aktorkę Wandę Orzechowską, wspólnie z którą prowadził w Polskim Radiu audycję „Porachunki tygodniowe”.
Podczas II wojny światowej grał w warszawskich teatrach jawnych: Variete, Kometa, Hollywood, Figaro, Maska, Nowości, Niebieski Motyl i w Teatrze Miasta Warszawy oraz w krakowskim Teatrze Powszechnym. Po wojnie na scenę powrócił w 1947 roku. Do 1949 roku grał w Objazdowym Teatrze Miniatur, a następnie przeniósł się do Warszawy, gdzie występował do końca kariery, będąc członkiem zespołów: Teatru Nowego (1949, 1952–1955), Teatru Narodowego (1950), Teatru Syrena (1950–1952) oraz Operetki Warszawskiej (1955–1961). Brał również udział w różnego rodzaju imprezach, m.in. w 1971 roku wraz z zespołem Mieczysławy Ćwiklińskiej występował w Stanach Zjednoczonych i Kanadzie.
W 1955 roku został skazany przez Wojskowy Sąd Rejonowy w Warszawie za pomocnictwo w procesie Jerzego Lewszeckiego, Stanisława Rajkowskiego i Józefa Babiarza o szpiegostwo. 
Został pochowany na Cmentarzu Powązkowskim w Warszawie.

## Filmografia
- Dwie Joasie (1935) - kolega Michała na balu mody
- Ty, co w Ostrej świecisz Bramie (1937) - Stefan, przyjaciel Ryszarda
- Królowa przedmieścia (1938) - kolega Zygmunta